# Ломов, Артемий Юрьевич
Арте́мий Ю́рьевич Ло́мов (род. 18 января 1981, Москва) — российский интернет-деятель, популяризатор современных веб-технологий, автор ряда технических книг, инженер-программист; занимается творческой фотографией.

## Биография
Родился в Москве 18 января 1981 года, в семье инженеров Юрия и Татьяны Ломовых.
- 1988—1998 года — учился в московской школе № 713.
- 2004 год — окончил факультет автоматики и вычислительной техники МИЭМ (Московского государственного института электроники и математики).

## Деятельность
Уже в ранней юности Артемий Ломов увлёкся технической журналистикой. Его первой публикацией стала статья «Необычный радиоконструктор», вышедшая в журнале «Радио» в 1995 году и посвящённая описанию несложного электронного устройства собственной разработки автора. На данный момент[когда?]

 Артемий — автор нескольких сотен статей в журналах CHIP, CHIP Special, Enter, Hard'n'Soft, «Доменные имена», «Компьютерра», «Радио» и др.; интернет-изданиях «Информационный бум», Internet.ru, «Энциклопедия сайтостроения».
В 1999 году Артемий приобщился к веб-разработке, а годом позже открыл два авторских контент-проекта, посвящённых метрополитену: «Голоса подземелья» и «Метро не с первого взгляда». Хостинг для этих сайтов первоначально предоставил дизайнер Артемий Лебедев, создатель сайта «Московское метро». Вскоре эти два сайта снискали популярность благодаря многочисленным обзорам в прессе (в частности, «Голосам подземелья» посвятили свои обзоры такие СМИ, как газета «Ведомости», радиостанции «Эхо Москвы» и «Маяк»). Однако с 2001 года они не обновляются и не поддерживаются автором.
В дальнейшем Артемий Ломов принял участие в работе над многими другими веб-проектами в качестве технолога, параллельно публикуя популярные статьи о веб-технологиях в журнале CHIP. Этот опыт вылился в серию еженедельных авторских колонок «Веб-анатомия по воскресеньям», которые выходили в рамках ЕЖЕ-проекта «Информационный бум» в 2004—2005 годах. Данный проект завоевал призовые места в сетевых конкурсах РОТОР и «Интернить».
В конце 2005 года издательство «БХВ-Петербург» выпустило первую книгу Артемия Ломова — «HTML, CSS, скрипты: практика создания сайтов», написанную во многом по мотивам «Веб-анатомии…». В 2007 году в том же издательстве вышла в свет другая книга Артемия, «Apache, Perl, MySQL: практика создания динамических сайтов».
Артемий Ломов принял участие в деятельности российского сообщества разработчиков «Веб-стандарты». В 2008 году им был организован ежегодный конкурс WebHiTech, нацеленный на популяризацию современных веб-стандартов в сообществе разработчиков. Проект стал обладателем премии РОТОР-2009, завоевав I место в номинации «Мероприятие года». Конкурс проводился вплоть до 2011 года. Позже, до осени 2012 года, проект WebHiTech развивался как интернет-издание, публикующее статьи по веб-технологиям.
Артемий Ломов являлся докладчиком (а в ряде случаев членом программных комитетов) отраслевых конференций ClientSide, ClientTech, UserExperience, Web Standards Days, РИТ, РИТ++, РИФ, РИФ+КИБ, СПИК разных лет, а также отдельных семинаров. После окончания института Артемий Ломов на некоторое время остался в родном вузе в качестве преподавателя центра дистанционного обучения. Он создал ряд авторских учебных курсов по основам веб-разработки, один из которых — «Основы веб-дизайна» — в 2006 году награждён медалью «Лауреат ВВЦ».
С сентября 2012 года по апрель 2016 года Артемий занимался инженерными исследованиями инфраструктуры Интернета в технологическом разрезе, будучи программистом-аналитиком в компании RU-CENTER (ранее оказавшей поддержку проекту WebHiTech). С июня 2017 года Артемий работает в дочерней структуре Ростелекома, где занимается поддержкой инфраструктуры автоматизированной сборки технической документации (DocOps). Артемий — один из разработчиков свободно распространяющегося инструментария для автоматизированной сборки технической документации Foliant.
Другая ипостась деятельности Артемия — художественная фотография, которой он относительно серьёзно увлёкся ориентировочно в 2005 году. С 2013 года — член Союза фотохудожников России. Автор двух персональных выставок и официально изданного альбома (книги) «Слишком далёкое, может быть». Участник более 20 групповых фотовыставок. Ежегодно с 2015 года по 2019 год получал государственные стипендии Министерства культуры Российской Федерации в области культуры и искусства. Победитель и призёр ряда фотоконкурсов.